# Katharina Soukup-Altrichter
Katharina Soukup-Altrichter (* 29. Juli 1960 in Linz) ist eine österreichische Pädagogin und Hochschullehrerin.

## Leben
Nach der Matura studierte Katharina Soukup-Altrichter an der Pädagogischen Akademie des Bundes in Wien (1978–1980). Neben ihrer Tätigkeit als Volksschullehrerin studierte sie an der Universität Wien Pädagogik und Politikwissenschaften (1979–1993). Nach ihrer Promotion war sie pädagogische Mitarbeiterin am Pädagogischen Institut der Stadt Wien, 1995 wurde sie zur Professorin im Planstellenbereich der Pädagogischen Institute ernannt. Nach der Karenz wechselte sie an die Pädagogische Akademie des Bundes in Oberösterreich. 2009 wurde sie zur Professorin an der Pädagogischen Hochschule Oberösterreich ernannt, wo sie von 2012 bis 2024 als Vizerektorin für Forschung und Lehre tätig war. Weiters ist sie auch Systemische Organisationsberaterin und von 1998 bis 2002 war sie Vorstandsmitglied bei EOS – Verein zur Förderung der Organisationsentwicklung im Bildungsbereich. Seit 2000 konzipierte und leitete sie mehrere Lehrgänge wie zum Beispiel die Universitätslehrgänge PFL-Grundschule und Inklusion und BINE oder den Masterlehrgang „Aufbaustudium Organisationsentwicklung in Expert/innenorganisationen (Qualifizierung für systemische Berater/innen und Führungskräfte)“ der Johannes Kepler Universität Linz und des Vereins EOS. Seit Oktober 2020 ist sie Mitglied der externen Struktur- und Evaluationskommission des Schulversuchs Universitätsschule Dresden.
Soukup-Altrichter bemühte sich vor allem um die fachliche und institutionelle Weiterentwicklung der österreichischen Bildungsforschung. So arbeitete sie seit 2009 im Vorstand der Österreichischen Gesellschaft für Forschung und Entwicklung im Bildungswesen (ÖFEB) mit, war von 2015 bis 2019 stellvertretende Vorsitzende und wurde 2019 und 2022 zur Vorsitzenden gewählt. 2013 wurde sie Sprecherin des Forum Forschung, Netzwerk der Pädagogischen Hochschulen Österreichs.

## Arbeits- und Forschungsschwerpunkte
Soukup-Altrichter’s Lehr-, Forschungs- und Publikationstätigkeit konzentriert sich auf Lehrerbildung sowie Unterrichts-, Schul- und Organisationsentwicklung und basiert vor allem auf dem Konzept der Aktionsforschung (vgl. auch Praxisforschung). Sowohl als Lehrerin als auch als Forschende beschäftigte sie sich insbesondere  mit interkulturellem Lernen, Demokratieerziehung, Schulprofilierung, Nachhaltiger Entwicklung, Integration und Inklusion. Zweimal verfasste sie gemeinsam mit anderen Autoren Beiträge zum Nationalen Bildungsbericht: 2015  zum Thema „Die österreichische Volksschule“ und 2018 über „Lehrerfortbildung und Lehrerweiterbildung“.

## Belege
1. ↑  Verein EOS. Abgerufen am 18. März 2024.
2. ↑  PFL-Lehrgänge. Abgerufen am 18. März 2024.
3. ↑  BINE-Lehrgang. Abgerufen am 18. März 2024.
4. ↑  Masterlehrgang. Abgerufen am 18. März 2024.
5. ↑  Struktur und Evaluationskommission der Universitätsschule Dresden. Abgerufen am 18. März 2024.
6. ↑  Nationale Bildungsberichterstattung. Abgerufen am 18. März 2024.

| Personendaten    | Personendaten                                   |
| ---------------- | ----------------------------------------------- |
| NAME             | Soukup-Altrichter, Katharina                    |
| KURZBESCHREIBUNG | österreichische Pädagogin und Hochschullehrerin |
| GEBURTSDATUM     | 29. Juli 1960                                   |
| GEBURTSORT       | Linz                                            |